# ドクゼリ
ドクゼリ（毒芹、Cicuta virosa）は、セリ科ドクゼリ属の多年草。有毒植物。別名、オオゼリ（大芹）。ドクウツギ、トリカブトと並んで日本三大有毒植物の一つとされる。

## 分布と生育環境
日本では、北海道、本州、四国、九州に広く分布し、水辺、湿原に生育する多年生の抽水植物。ユーラシア大陸に広く分布する。

## 形態・生態
セリにやや似るが大型で、地下茎は太くタケノコ状に詰まった節があるのが特徴。茎は中空で上部で枝分かれし、高さ90 - 100センチメートル (cm) になる。葉は柄があり、2-3回羽状複葉になり、小葉は長楕円状披針形で、長さ3-8cm、幅5-20mmになり、縁には鋸歯がある。
花期は夏（6 - 7月）。花茎を伸ばして先端に複散形花序をつけ、球状に白色の小花を多数つける。複散形花序の下の総苞片は無く、小花序の下の小総苞片は数個ある。果実は長さ約2.5mmで、毛は生えない。地下茎は筍に似た節が延びて繁殖する。

## 中毒
全草有毒で、誤食すると嘔吐、精神錯乱、呼吸困難となって死に至る場合もある。春先の若葉の形状が食用のセリとよく似ている上に、同じようなところに生えるので、若葉をセリと間違って摘み、中毒する者が後を絶たない。ただし、葉や茎にセリ特有の香気がない点や、セリと違って地下茎が存在する点に注意すれば区別は比較的容易である。地下茎をワサビと間違えて食べた死亡例や、痒み止めに使用しての死亡例も報告されている。
毒成分はシクトキシン (Cicutoxin)、シクチン (Cicutin…コニインの窒素が四級アンモニウム化したもの) で全草に含まれる。皮膚からも吸収され易い性質を持ち、ヒト致死量：50mg/kg。5g以上の摂取で致死的中毒の可能性がある。

### 処置
- 呼吸対策として気道確保、酸素吸入、人工呼吸。
- 痙攣対策として、pentobarbital sodium（ネンブタール注）、thiopental sodium（ラボナール注）の静注。特異的治療はジアゼパムあるいはペントバルビタールの静注。これらの薬物は、痙攣を止める作用だけでなく、ピクロトキシンの作用点（GABA受容体）に対する特異的拮抗薬である[8]。
- 強制利尿、血液透析、血液吸着による毒成分の体外排出。

## 参考画像

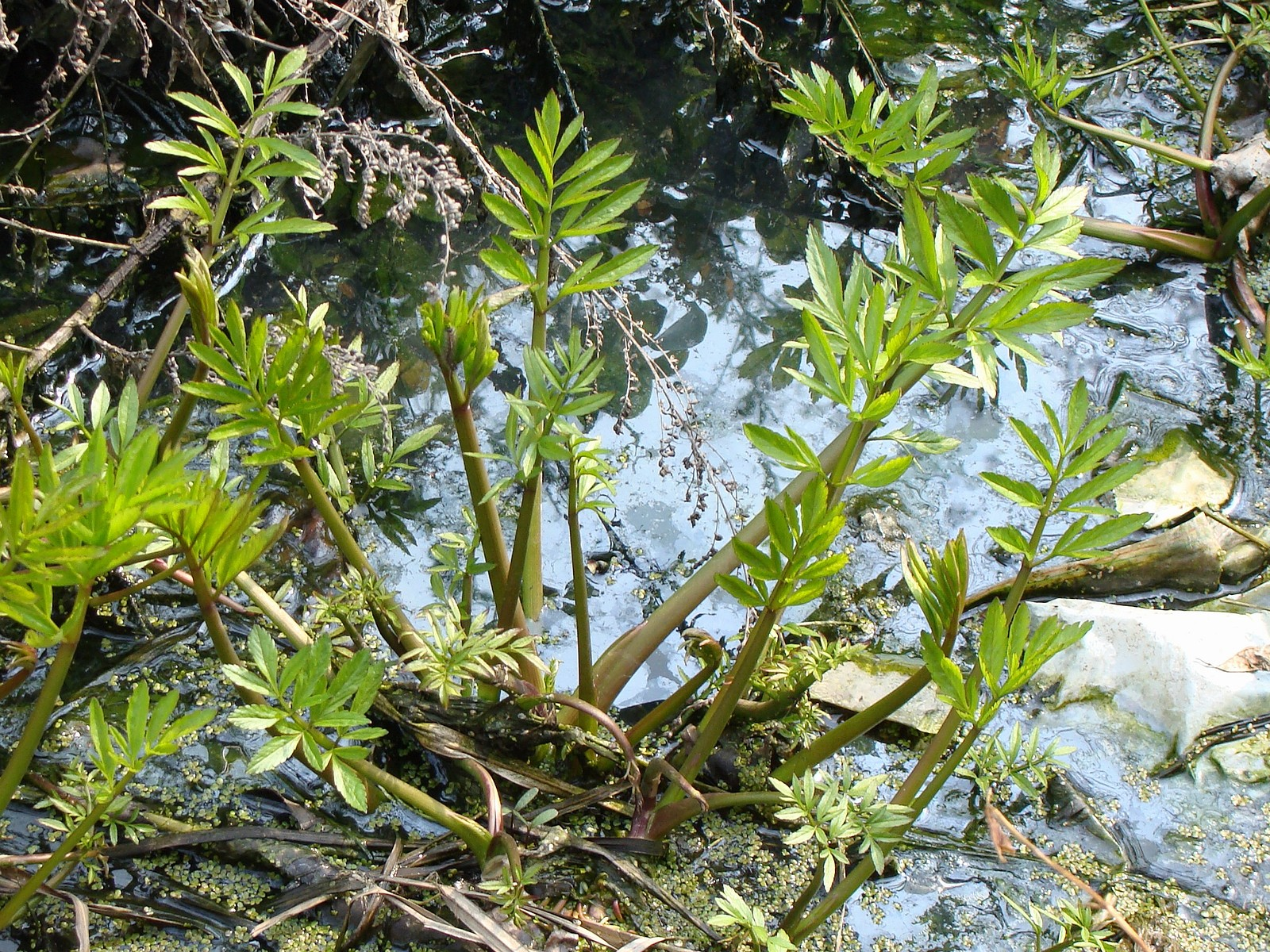
新芽
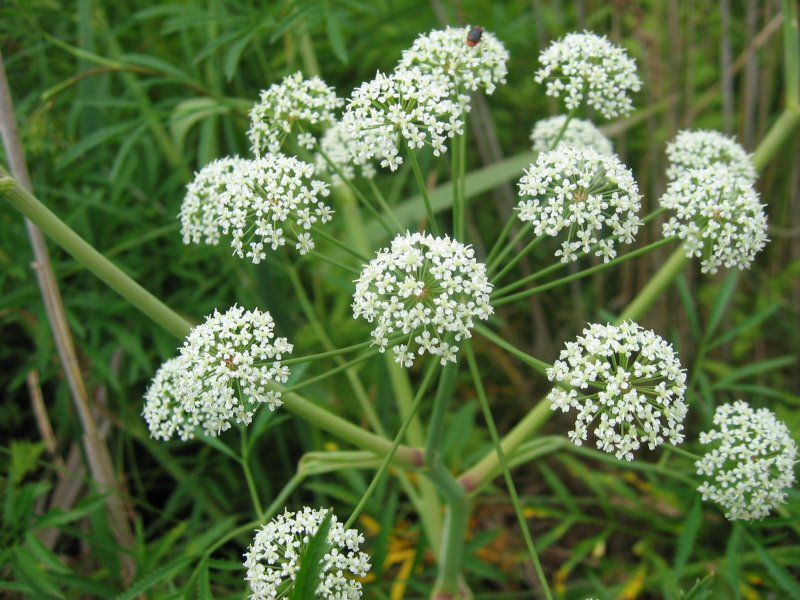
複散形花序の全体
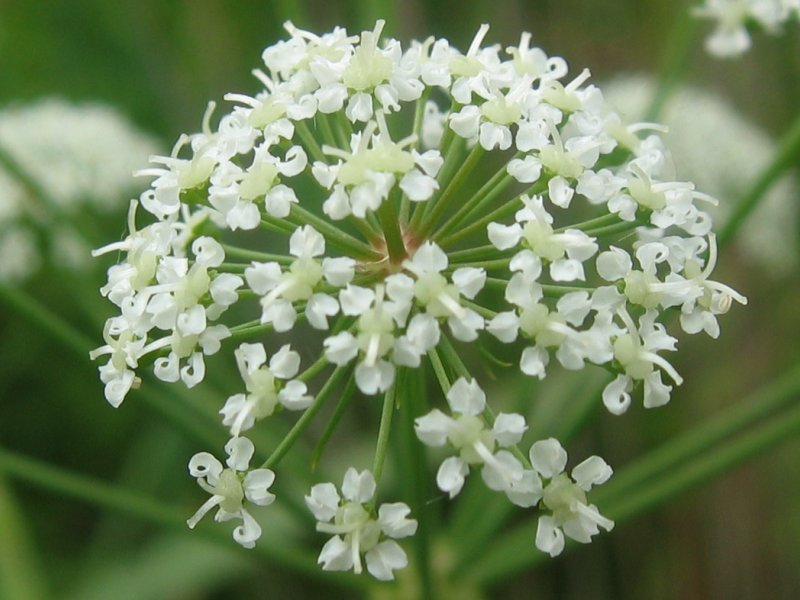
複散型花序の一部
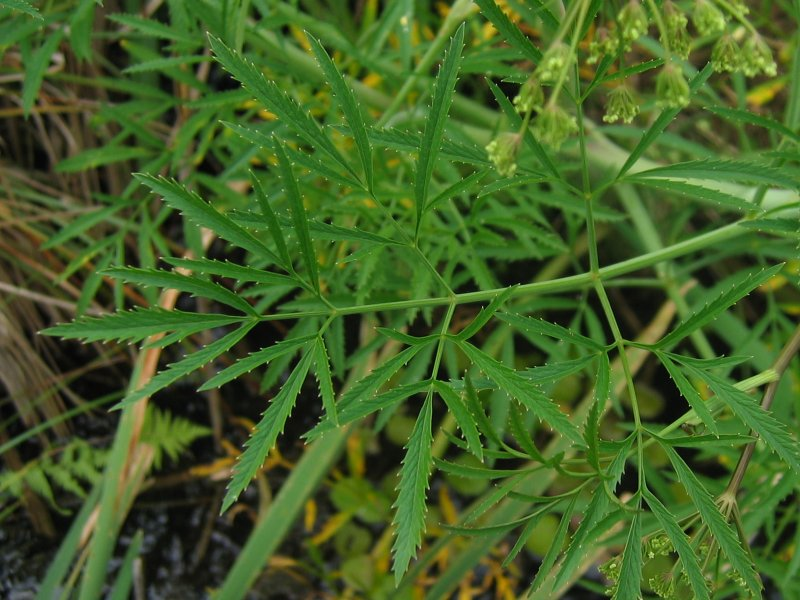
葉
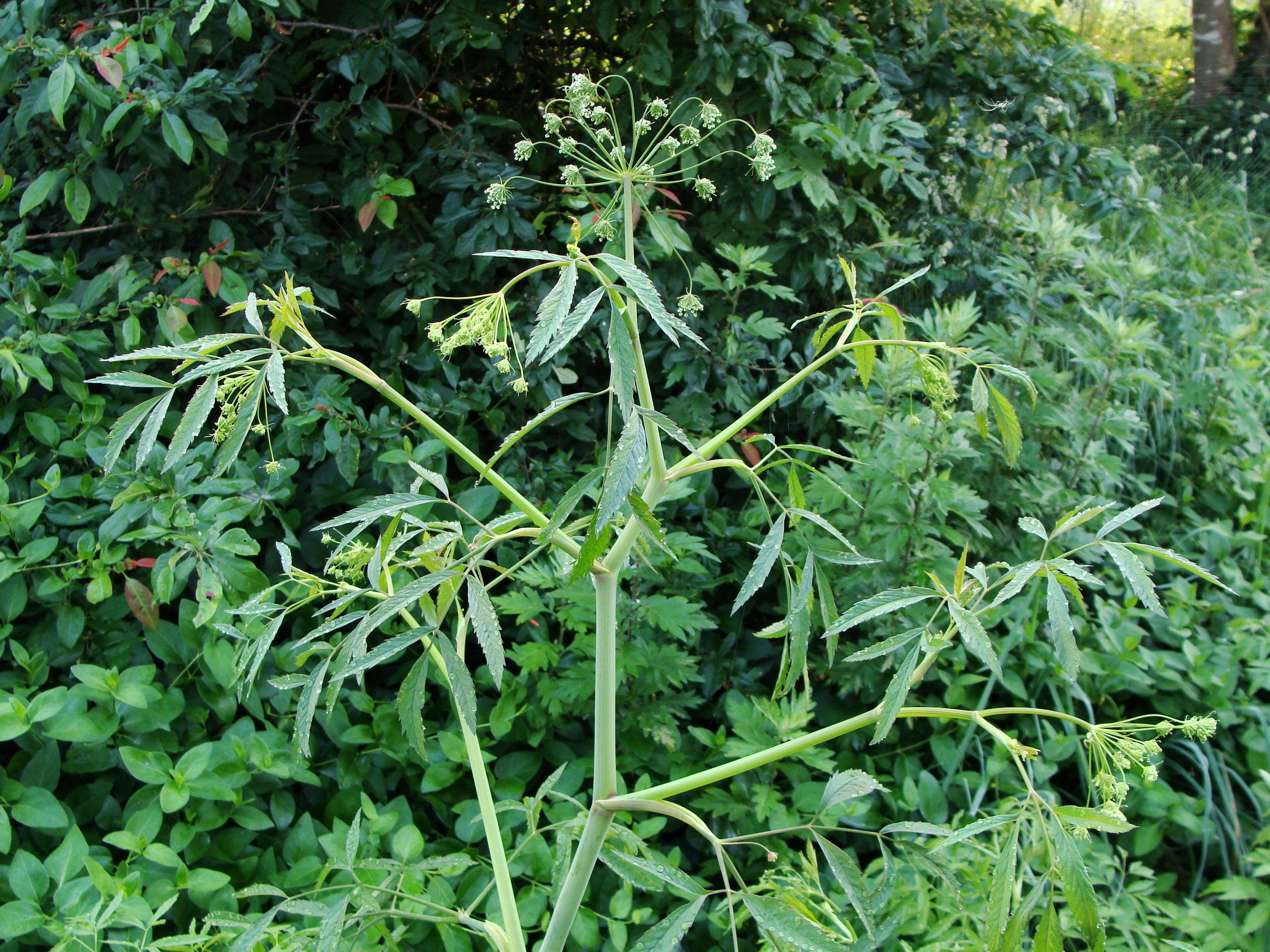
咲く前の花穂
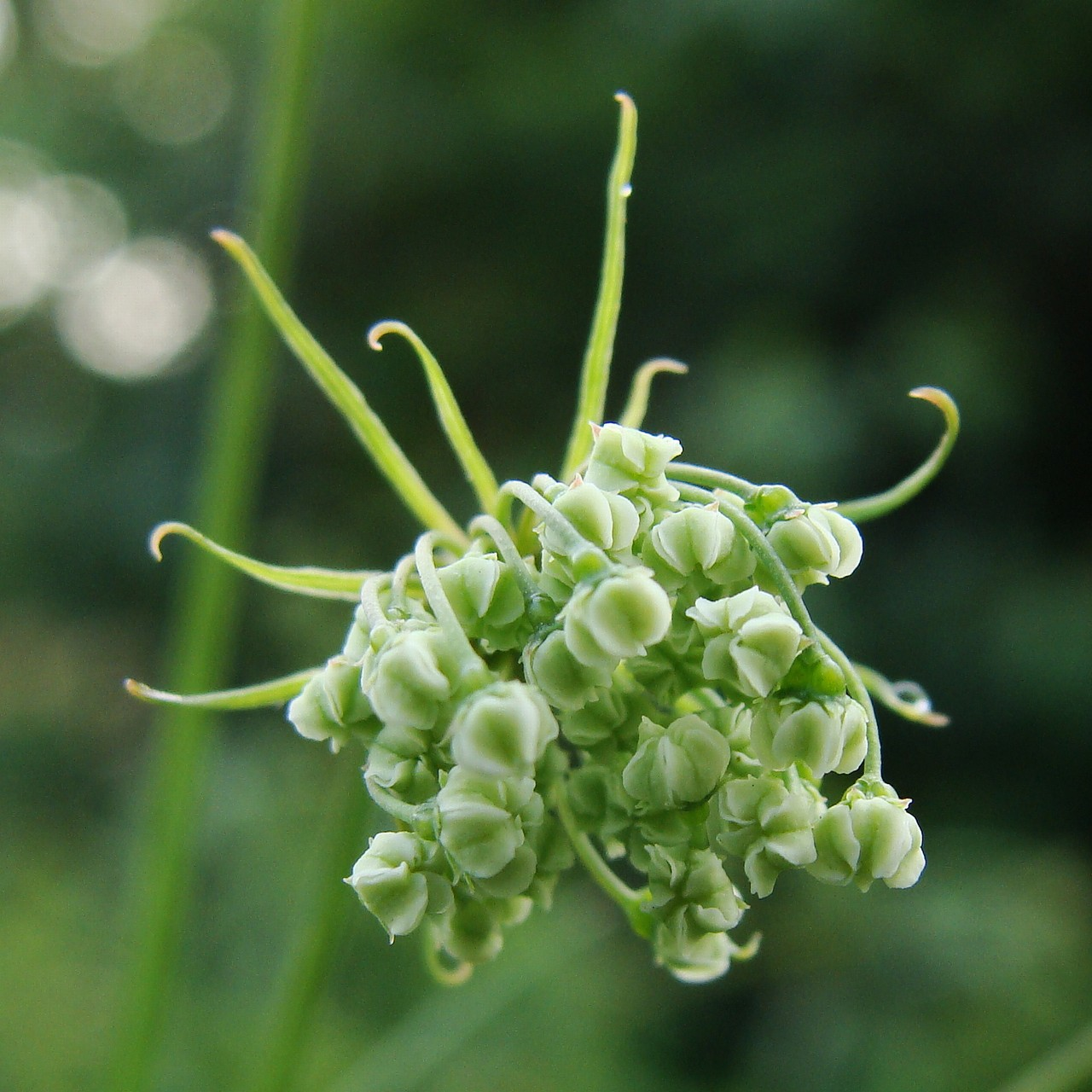
蕾
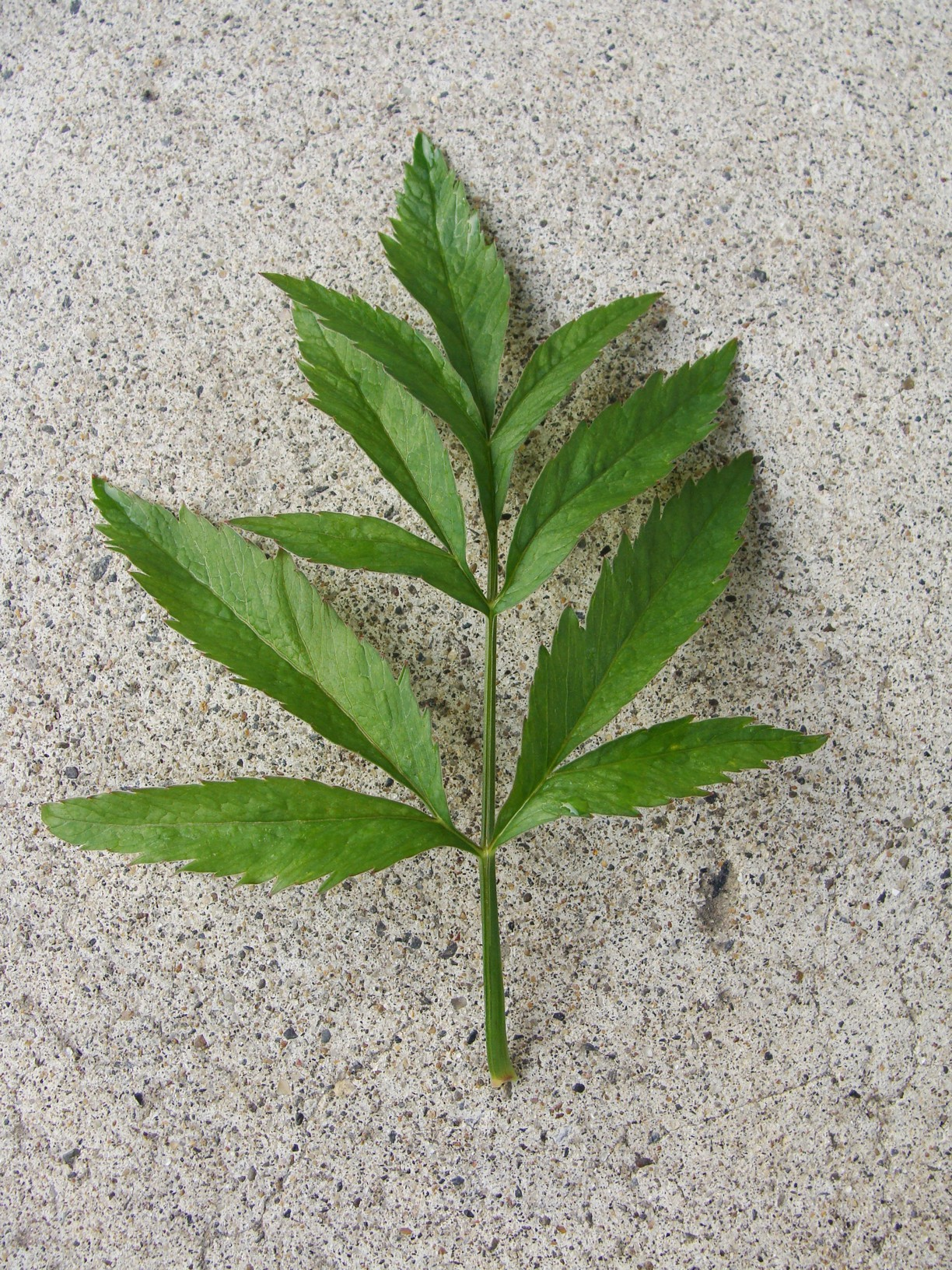
葉の一部（表）
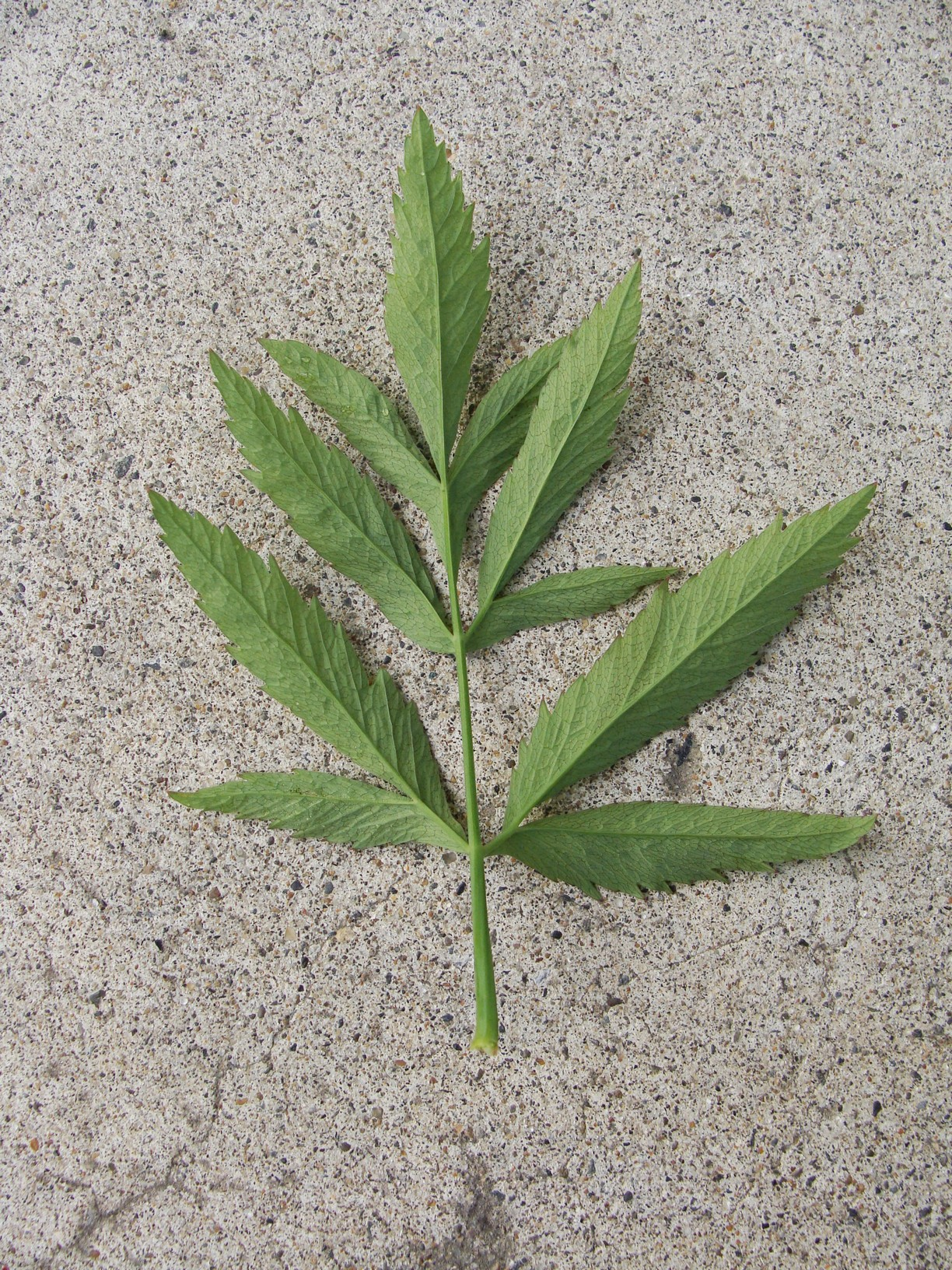
葉の一部（裏）
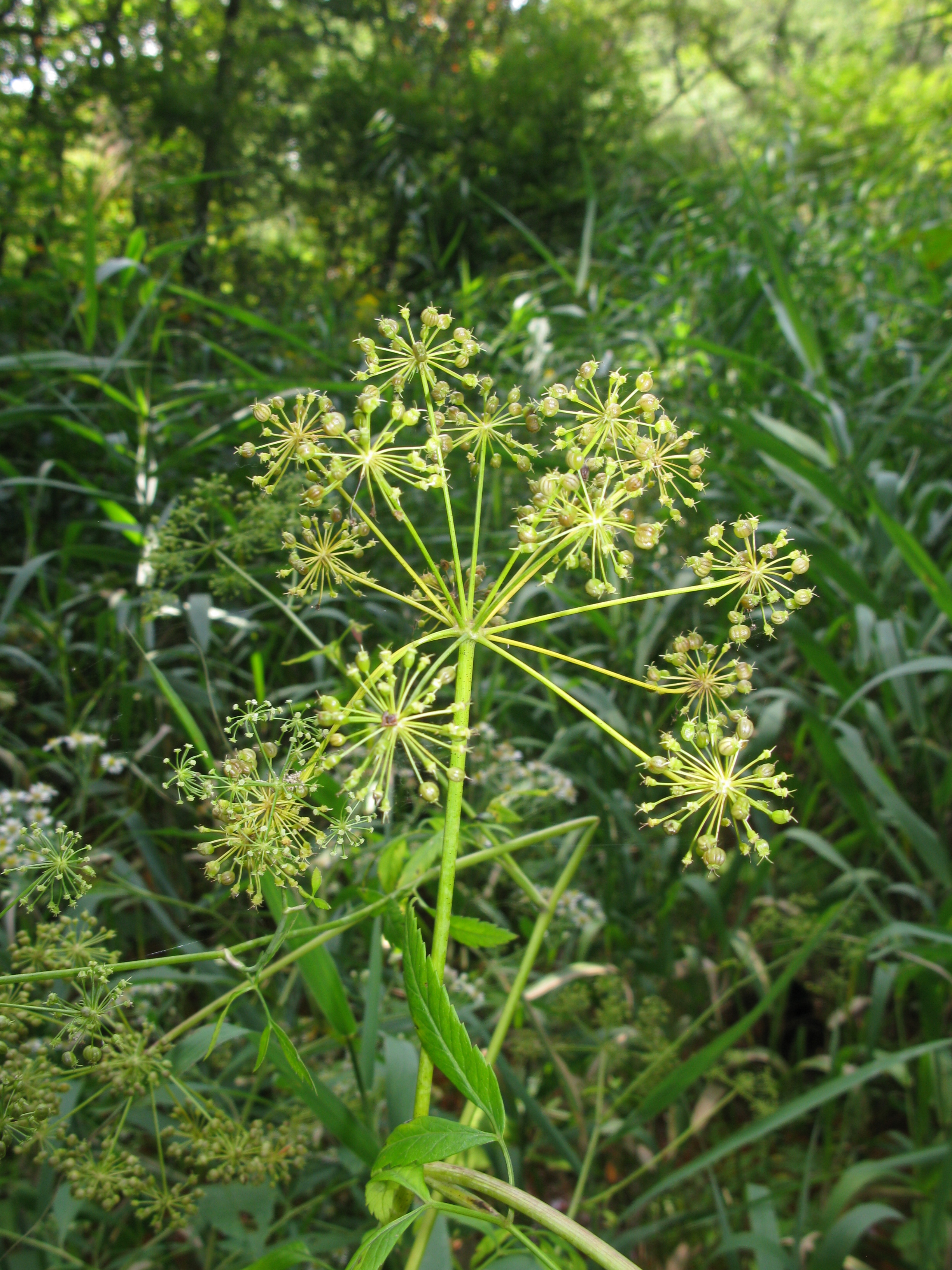
果実のついた花序
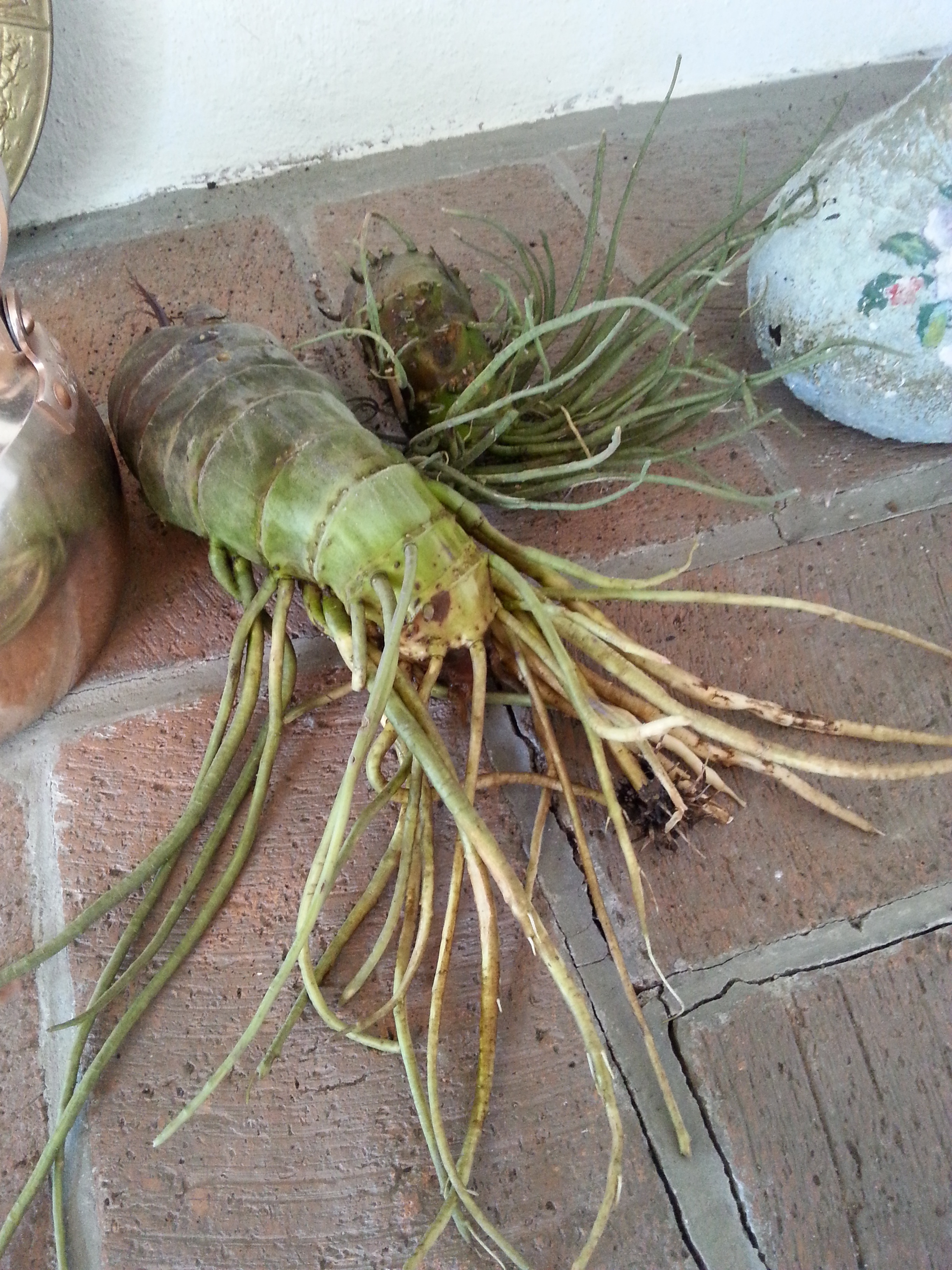
地下茎

## その他
- 秋田県平鹿郡、山形県西置賜郡、熊本県玉名郡ではウマゼリとも呼ぶ[11]。
- ソクラテスの毒殺刑に使われたとする説がある[12]。ただし、実際に使われたのはドクゼリではなくドクニンジンだったという説もある[13]。
- ドクゼリモドキ（Ammi majus; セリ科ドクゼリモドキ属）というよく似た名前の種があるが、そちらには毒はない。地中海原産で、レースフラワーあるいはホワイトレースフラワーの名で園芸種として流通しており、日本にも帰化している。